# Tommy Aldridge

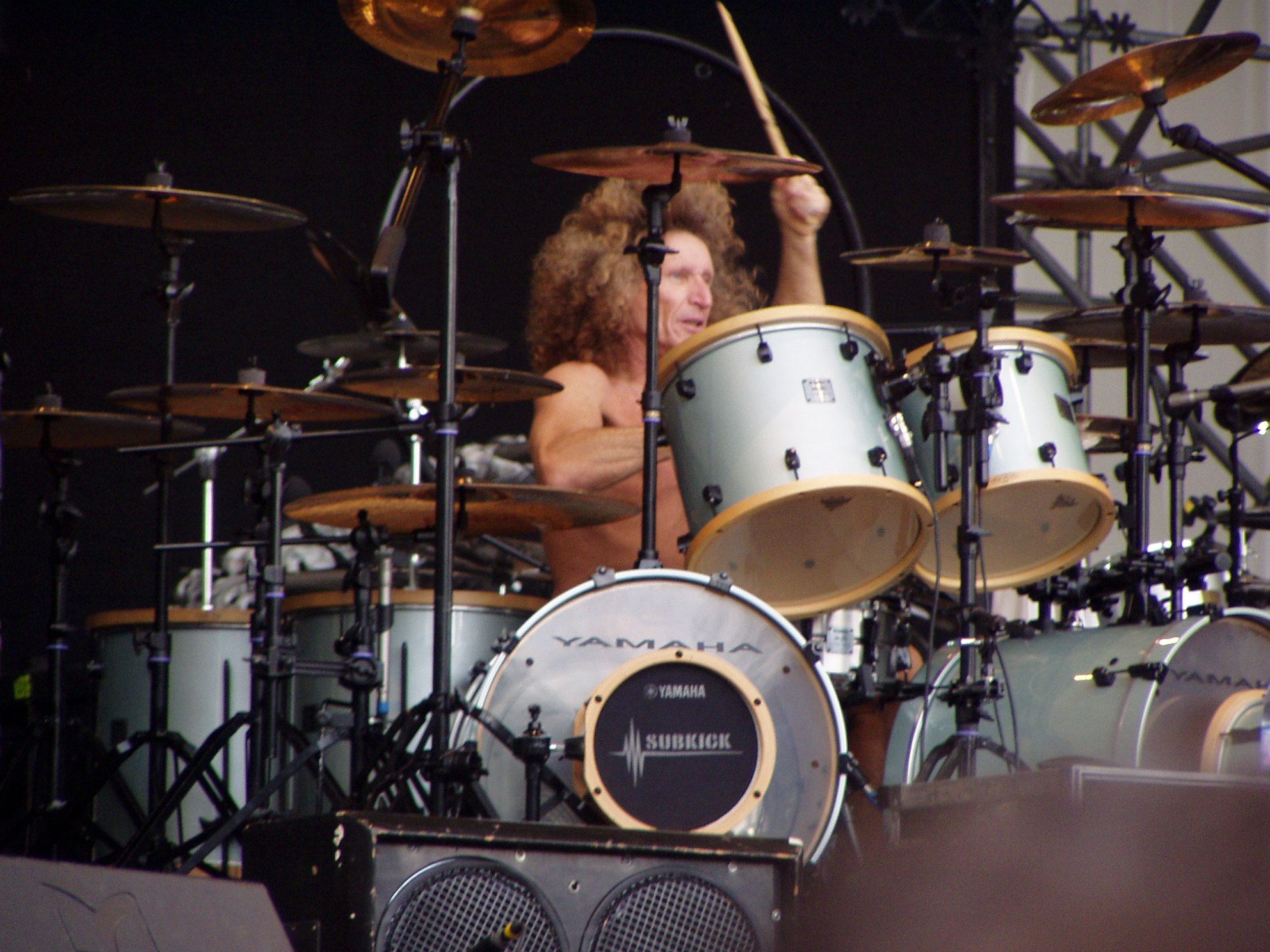
Tommy Aldridge live mit Thin Lizzy 2007

Tommy Aldridge (* 15. August 1950 in Jackson, Mississippi) ist ein US-amerikanischer Hard-Rock- und Heavy-Metal-Schlagzeuger, der durch seine Arbeit mit vielen Bands und Künstlern bekannt wurde. Darunter sind Black Oak Arkansas, die Pat Travers Band, Ozzy Osbourne, Gary Moore, Whitesnake, Ted Nugent, Yngwie Malmsteen und Thin Lizzy. Er prägte die Entwicklung des Doublebass-Spiels mit.

## Werdegang
Tommy Aldridge wurde in Jackson, Mississippi geboren und wuchs in der nahegelegenen Stadt Pearl auf.
Aldrige kam Anfang der 1970er-Jahre zu der aufstrebenden Rockband Black Oak Arkansas um Jim Dandy Mangrum und nahm zwischen 1972 und 1976 neun Alben mit ihnen auf. 1978 bis 1981 spielte er bei der Pat Travers Band des gleichnamigen kanadischen Bluesrock-Gitarristen. Schließlich wurde ihm die Schlagzeugerposition bei Ozzy Osbourne angeboten, die er auch wegen des Ausnahmetalents Randy Rhoads annahm. Obwohl er bei Diary of a Madman als Schlagzeuger genannt wird, spielte Lee Kerslake auf der Urversion des Albums. Nach Bark at the Moon (1983) wurde Aldridge von Sharon Osbourne entlassen.
Ab 1981 spielte Aldridge auch für Gary Moore. 1986 startete er mit Rudy Sarzo, Tony MacAlpine und Rob Rock das Project Driver. Schließlich nahm Aldridge 1987 ebenso wie Rudy Sarzo ein Angebot von David Coverdale von Whitesnake an. Auf Slip of the Tongue (1989) war er zu hören. 1990 löste sich diese Besetzung auf.
Nach Whitesnake spielte Aldridge in den 1990ern für Manic Eden (mit Rudy Sarzo und Adrian Vandenberg), für Motörhead und Ted Nugent, war aber von 2002 bis 2007 dann wieder für die Band tätig. Von 2007 bis 2009 tourte Aldridge mit Thin Lizzy.
Aldridge spielt Yamaha-Schlagzeuge und verwendete Paiste-, später Zildjian-Becken.

## Diskografie

### Black Oak Arkansas
- 1972: If an Angel Came to See You ...
- 1973: Raunch ’N Roll Live
- 1973: High on the Hog
- 1974: Street Party
- 1975: Ain’t Life Grand
- 1975: X-Rated
- 1976: Live! Mutha
- 1976: Balls of Fire
- 1976: 10yr Overnight Success
- 1998: King Biscuit Flower Hour (aufgenommen 1976)

### Pat Travers Band
- 1978: Heat In The Street
- 1979: Live! Go for What You Know
- 1980: Crash and Burn
- 1991: Radio Active
- 1992: Live in Concert (aufgenommen 1977/1980)

### Gary Moore
- 1983: Dirty Fingers
- 1983: Live at the Marquee

### Ozzy Osbourne
- 1982: Speak of the Devil
- 1983: Bark at the Moon
- 1987: Tribute  (aufgenommen 1981/1980)
- 2011: Diary of a Madman 2011 ’Legacy Edition’ Disc 2 (aufgenommen 1981)

### Macalpine, Aldridge, Rock, Sarzo (MARS)
- 1986: Project: Driver

### Whitesnake
- 1989: Slip of the Tongue
- 2004: Live...In the Still of the Night
- 2006: Live: In the Shadow of the Blues
- 2011: Live at Donington 1990
- 2018: The Purple Tour

### Manic Eden
- 1994: Manic Eden

### Andere
- 1976: Ruby Starr – Scene Stealer
- 1986: Vinnie Moore – Mind's Eye
- 1992: Motörhead – March ör Die
- 1992: House of Lords – Demons Down
- 1996: Patrick Rondat – Amphibia
- 1997: Dragon Attack: A Tribute to Queen
- 1997: John Sykes – 20th Century
- 1999: Steve Fister – Age of Great Dreams
- 1999: Patrick Rondat – On the Edge
- 2000: Thin Lizzy – One Night Only
- 2000: Ted Nugent – Full Bluntal Nugity